# Aronne (film)
Aronne è un film del 1983 diretto da Fabio Del Bravo. È stato il primo classificato alla Rassegna del Film Neorealista Giovanile di Avellino nel 1983 e ha vinto l'Airone d'Argento alla Rassegna del Cinema Resistenza e Pace di Fano nel 1984.
Il film fu girato con mezzi di fortuna e aiuti volontari della gente del luogo e diversi abitanti di Bagno a Ripoli (FI), per protagonisti furono anche volontari gli stessi sopravvissuti all'eccidio nazista e cittadini della zona, in particolare la sorella di Aronne Giuseppina Cavicchi.
Lo stesso tema della Resistenza fu affrontato dallo stesso regista e nello stesso modo realista nei film La stagione delle stelle del 1987 e Le ciliegie sono mature, girato nei dintorni del paese di Santa Sofia, in Romagna, nel 1989.

## Trama
Il film racconta un episodio della seconda guerra mondiale accaduto in Toscana. Il protagonista è un ragazzo, Aronne Cavicchi, che faceva il pecoraio sui monti del Chianti fiorentino; il ragazzo abitava con la famiglia in un casolare isolato tra prati e boschi e lontano dai centri abitati sui monti del Chianti in località Pian dell'Albero, una frazione vicino a Incisa in provincia di Firenze
Il 20 giugno 1944 la casa colonica della famiglia Cavicchi fu assalita all'improvviso da un comando tedesco a causa di spiate di alcuni fascisti, gli abitanti della casa furono colti di sorpresa, e i soldati uccisero immediatamente tutti coloro che si trovavano lì e in particolare nel fienile della casa; vi erano molti ragazzi giovanissimi fuggiti dalle città per evitare le barbarie dei fascisti e i rastrellamenti dei tedeschi.
Il rastrellamento che seguì l'incursione tedesca, coinvolse anche alcuni componenti della famiglia fra cui il nonno che fu trasportato e ucciso nel porcile in mezzo ai maiali; altri furono trucidati con alcuni partigiani nell'aia della casa, mentre Aronne e il babbo furono trasportati assieme a 19 giovani civili. Durante il cammino forzato ci fu anche uno scontro a fuoco fra paracadutisti tedeschi e un gruppo di partigiani della brigata Sinigallia; ciò nonostante il giovanissimo Aronne e gli altri furono portati alla fattoria del Palagio (oggi abitazione di un famoso artista) e dopo un "processo farsa" in cui l'accusa principale era di aver fatto una scelta sbagliata per non essere componenti delle schiere fasciste, furono impiccati agli alberi; il padre fu costretto ad assistere all'impiccagione del giovane figlio Aronne,  primo tra tutti ad essere ucciso. A nulla valse la difesa di Aronne a favore del padre che spiegava ai nazisti tedeschi di essere dei semplici contadini e che non avevano mai ucciso nessuno e che anche per questo non voleva allontanarsi e lasciare lì suo padre.
La brigata partigiana Sinigallia adottò come propria mascotte il nome di Aronne rappresentato da una bandiera che fu la prima ad attraversare il fiume Arno e sventolare nel centro della città di Firenze liberata dagli oppressori nazisti e fascisti dai partigiani.